# Chấn Hưng, Đan Đông
Chấn Hưng (chữ Hán giản thể: 振兴区, Hán Việt: Chấn Hưng khu) Là một quận của địa cấp thị Đan Đông, tỉnh Liêu Ninh, Cộng hòa Nhân dân Trung Hoa. Quận Chấn Hưng có diện tích 80 km2, dân số năm 2002 là 380.000 người. Mã số bưu chính của Chấn Hưng là 118002. Quận này được chia thành 6 nhai đạo biện sự xứ: Lục Đạo Câu, Đầu Đạo Kiều, Tiêm Duy, Lâm Giang, Trạm Tiền, Mạo Khôi và 2 trấn: Lãng Đầu, An Dân.